# Main Tower
Der Main Tower (offizielle Schreibweise: MAIN TOWER) ist ein Wolkenkratzer in der Innenstadt von Frankfurt am Main. Er wurde am 28. Januar 2000 eingeweiht. Mit 200 Metern Höhe (mit Mast: 240 Meter) ist er zusammen mit dem Tower 185 das fünfthöchste Hochhaus in Deutschland.
Das Gebäude ist der Frankfurter Hauptsitz der Landesbank Hessen-Thüringen (Helaba).

## Planung und Technik
Die Planung wurde vom Hamburger Architekturbüro Architekten Schweger + Partner durchgeführt. Teile seiner unteren Stockwerke sind in die historische Fassade der Ursprungsgebäude eingefasst.
Erbaut wurde der Main Tower von 1996 bis 1999 durch die „ARGE Main Tower“ (u. a. Hochtief AG und Philipp Holzmann AG).
Mit Geschwindigkeiten von bis zu sieben Metern pro Sekunde (25,2 km/h) gehören die 26 Personen- und drei Lastenaufzüge zu den schnellsten in Deutschland.
Im September 2011 wurde der Main Tower nach den Standards von „Leadership in Energy and Environmental Design (LEED)“ mit dem Gold-Status zertifiziert.
Im August 2016 wurde der Main Tower nach den Standards von „Leadership in Energy and Environmental Design (LEED)“ mit dem Platin-Status zertifiziert.
Bauherr des Main Towers war die Helicon Verwaltungsgesellschaft GmbH & Co. Immobilien KG, ein Konsortium aus der Helaba und einigen Sparkassen, sowie der DekaBank. Heutiger Eigentümer ist die Helaba selbst.

## Nutzung

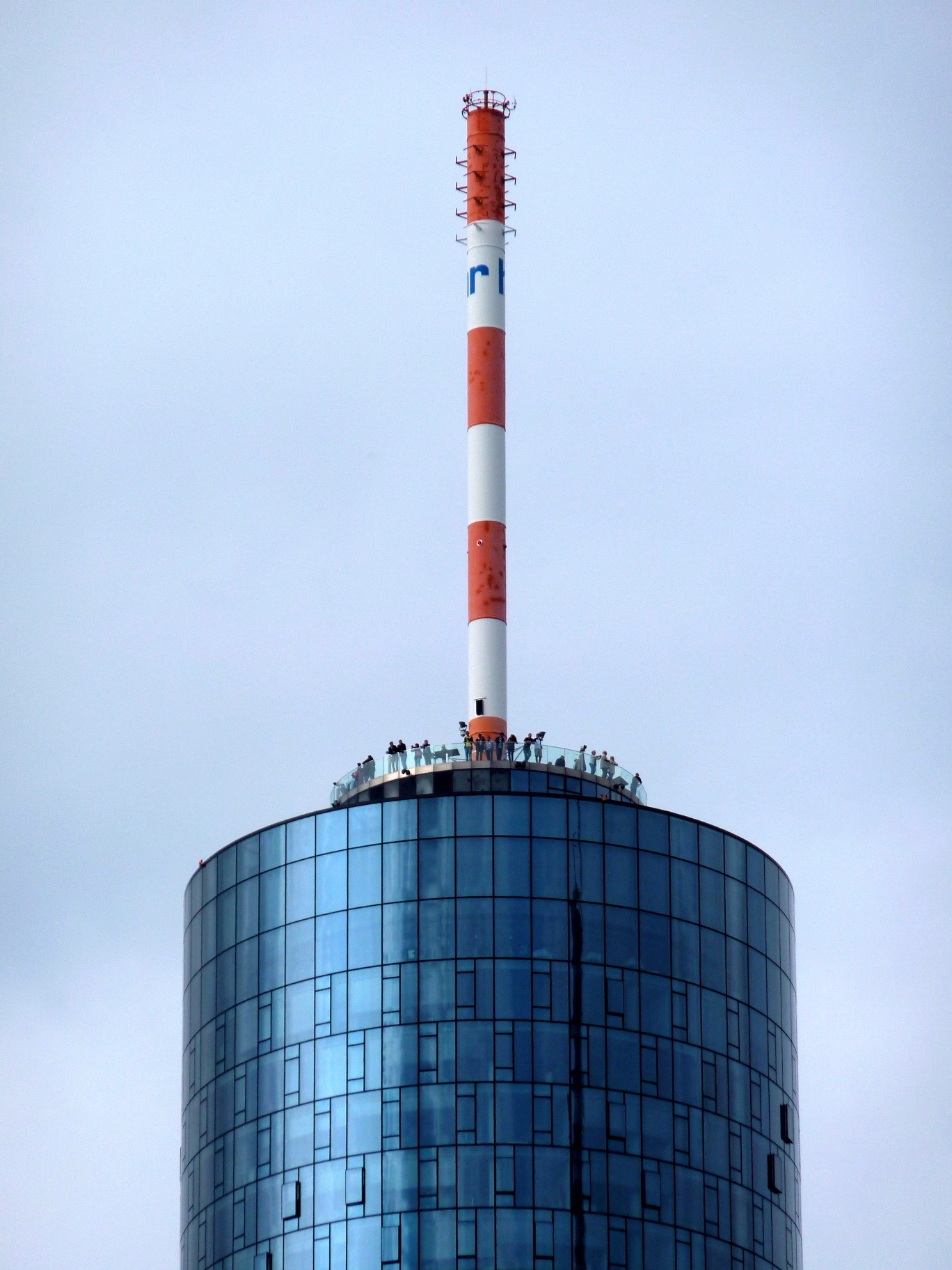
Die Spitze des Main Towers mit öffentlich zugänglicher Besucherterrasse in 198 m Höhe und mit 40 m hoher Sendeantenne des Hessischen Rundfunks. In den obersten beiden verglasten Stockwerken befinden sich Main Tower Restaurant & Bar.

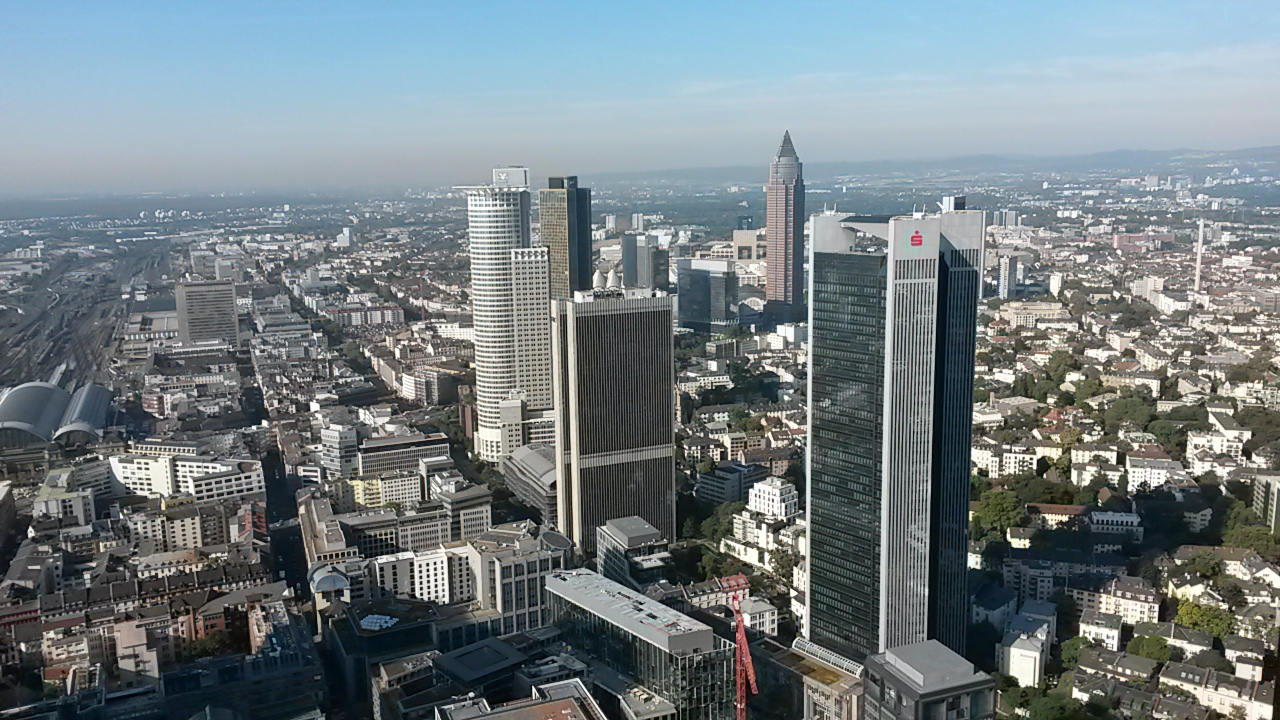
Blick von der oberen Aussichtsplattform auf die westliche Frankfurter Skyline

Der Main Tower hat fünf Untergeschosse und 56 Obergeschosse sowie zwei öffentlich zugängliche Aussichtsplattformen (Höhe: 198 Meter und etwa 192 Meter), die gegen Entgelt begehbar sind. Im 53. Obergeschoss befindet sich das Main Tower Restaurant & Lounge, hier kocht Martin Weghofer in 187 Metern Höhe; der Innenraum wurde von Bernd Mey gestaltet.
Mieter im Main Tower sind die Landesbank Hessen-Thüringen (Helaba), Merrill Lynch, die Anwaltskanzleien Cleary, Gottlieb, Steen & Hamilton LLP und Sullivan & Cromwell LLP, seit 2006 das australische Konsulat und 2022 eröffnete der K-1 BusinessClub den höchsten Coworking Space Deutschlands. An seiner Spitze befindet sich eine Sendeantenne für die Hörfunkprogramme hr-info und You FM.
Ein weiterer Nutzer war der Hessische Rundfunk, der hier bis Oktober 2015 ein Fernsehstudio betrieb. Im Main Tower wurde seit 15. Januar 2001 unter anderem das wochentägliche Boulevardmagazin maintower sowie alle wetter! produziert und vom 2. April 2005 bis zum 29. Juni 2013 die samstägliche Ziehung der Lottozahlen vorgenommen. Seit 2016 ist hier ein Fitnessstudio ansässig.
Im Foyer des Main Towers sind zwei Kunstwerke für die Öffentlichkeit zugänglich: Die Videoinstallation von Bill Viola The World of Appearances und das Wandmosaik von Stephan Huber Frankfurter Treppe/XX. Jahrhundert.

Nach den Anschlägen vom 11. September 2001 waren die öffentlich zugänglichen Aussichtsplattformen für mehrere Monate aus Sicherheitsgründen gesperrt. Die Wiedereröffnung erfolgte erst, nachdem im Foyer eine Sicherheitsschleuse wie auf Flughäfen installiert worden war, mit der verhindert werden soll, dass die Besucher gefährliche Gegenstände ins Gebäude mitnehmen.

## Sendeanlage Analoges Radio (UKW)
Früher war die 103,9 MHz mit hr3 und die 90,4 MHz mit hr4 (heute You FM, ebenfalls hr) belegt und am hr-Funkhaus Bertramstraße mit jeweils 1 kW in Rundstrahlung horizontal in Betrieb. Bis ca. Oktober 2008 lief am Funkhaus Bertramstraße die 97,6 MHz [0,3 kW D (90°–100°, 130°–0°) H] mit Deutschlandfunk. Diese wurde nun auf den Europaturm verlagert.
Heute läuft am hr Funkhaus Bertramstraße nur noch die 87,9 MHz [0,1 kW ND H] mit hr2.
Ein weiterer Sender von harmony.fm auf 97,1 MHz [0,2 kW D (350°-160°) H] befindet sich in Ginnheim auf einem Hochhaus in der Raimundstraße. Aufgrund der Frequenzlage ist er dennoch besser zu empfangen, als die vom Europaturm abgestrahlte 105,4 MHz. Am Standort Raimundstraße befindet sich ebenso eine Sendeanlage von Klassik Radio auf 107,5 MHz [0,2 kW D (10°–120°, 160°–200°, 260°–350°) H].
Die bekannteren ersten 4 Programme des hr hr1, hr2, hr3, hr4 sowie der Privatsender Hit Radio FFH werden vom Rohrmast auf dem Großen Feldberg abgestrahlt.

## Main Tower Antennendiagramm
(Die Hauptstrahlrichtungen sind im Falle gerichteter Strahlung in Grad angegeben.)
| Frequenz [MHz] | Programm | RDS PS       | RDS PI | Regionalisierung | ERP [kW] | Antennendiagramm rund (ND)/gerichtet (D) | Polarisation horizontal (H)/vertikal (V) |
| -------------- | -------- | ------------ | ------ | ---------------- | -------- | ---------------------------------------- | ---------------------------------------- |
| 90,4           | You FM   | _YOU_FM_ *1) | D366   | –                | 0,5      | ND                                       | H                                        |
| 103,9          | hr info  | hr-iNFO_ *1) | D367   | –                | 0,5      | ND                                       | H                                        |

*1): Manchmal dynamisch mit Sendungsinformationen, Musiktitelinformationen oder Webadressen.